# Englisch-Walisischer Krieg (1244–1247)
Der Englisch-Walisische Krieg von 1244 bis 1247 war ein Krieg zwischen dem Königreich England und dem Fürstentum Gwynedd, das von fast allen anderen walisischen Fürstentümern und Herrschaften unterstützt wurde.

## Ausgangslage
Nach seinem Sieg über Fürst Dafydd durch den Feldzug von 1241 setzte der englische König Heinrich III. die englische Vorherrschaft in Wales weiter durch. Königliche Beamte nahmen die Rechte des Königs wahr, unter den Walisern wurden Truppen für den Saintonge-Krieg rekrutiert und der Bau der königlichen Burgen wurde fortgesetzt. Dieser Druck führte dazu, dass sich die walisischen Lords 1244 verbündeten, um die englische Vorherrschaft abzuschütteln. Nur Gruffydd Maelor ap Madog von Powys Fadog, Gruffydd ap Gwenwynwyn von Powys Wenwynwyn und Morgan ap Hywel von Caerleon schlossen sich dem Bündnis nicht an. Als der als Faustpfand des Königs im Tower of London festgehaltene Gruffydd ap Llywelyn, der ältere Bruder von Fürst Dafydd, im März 1244 bei einem Fluchtversuch tödlich verunglückte, übernahm Dafydd wieder die Führung der Waliser.

## Der walisische Aufstand und der englische Gegenfeldzug

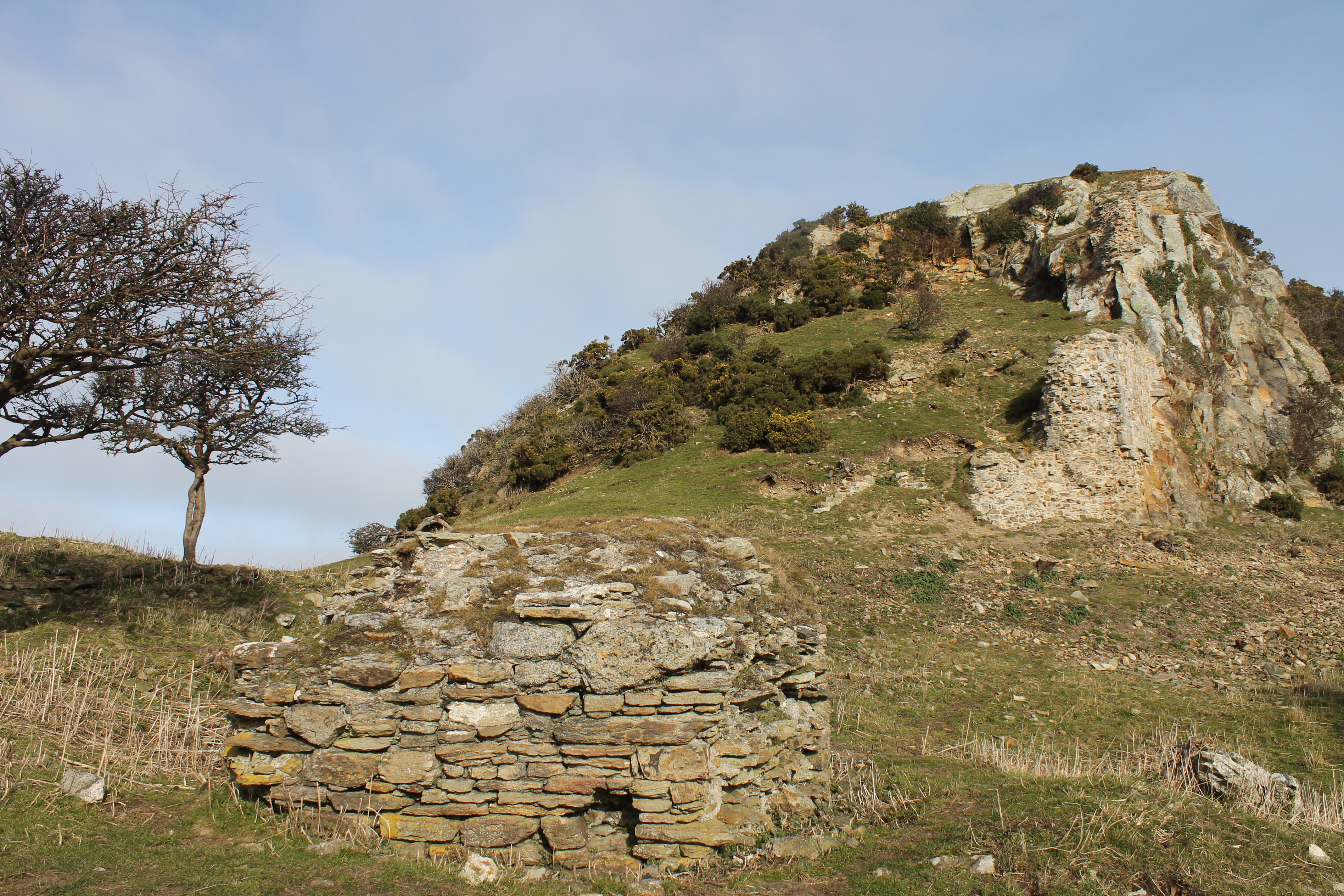
Nur noch wenige Reste zeugen von Deganwy Castle, das Heinrich III. ab 1245 zur Sicherung seiner Eroberungen errichten ließ

In einem allgemeinen Aufstand konnten im Frühjahr 1244 weite Gebiete von der englischen Herrschaft befreit werden. Die Waliser belagerten Dyserth und andere königliche Burgen. Der König, zunächst gebunden durch einen Konflikt mit Schottland, überließ zunächst den Marcher Lords Richard de Clare, 2. Earl of Gloucester und Humphrey de Bohun, 2. Earl of Hereford sowie seinen Beamten John of Monmouth und John Lestrange die Verteidigung der Welsh Marches. Schließlich ließ er Owain Goch, den ältesten Sohn des verunglückten Gruffydd ap Llylweyn in der vergeblichen Hoffnung nach Wales bringen, dass dieser dort Anhänger von Fürst Dafydd auf die Seite des englischen Königs ziehen könne. 1245 konnten die Engländer bei Montgomery Castle eine walisische Streitmacht besiegen, doch andererseits eroberten die Waliser am 28. März Mold Castle. Erst daraufhin berief der König im Juni sein Feudalheer nach Chester. Nach langer, doch letztlich ungenügender Vorbereitung begann der König im August 1245 von dort aus einen Feldzug nach Wales. Wie 1241 stießen die englischen Truppen entlang der Küste von Nordwales bis zur Mündung des Conwy vor, den sie am 26. August erreichten. Dort stoppte der Vormarsch und die Engländer begannen mit dem Wiederaufbau des mächtigen Deganwy Castle. In den nächsten beiden Monaten lagerte das englische Heer am Conwy. Nächtliche Überfälle der Waliser und Versorgungsengpässe demoralisierten die Soldaten, was zur Plünderung von Aberconwy Abbey und zu anderen Ausschreitungen führte. Die Waliser antworteten darauf mit weiteren Überfällen und Hinrichtungen von Gefangenen. Eine aus Irland kommende englische Streitmacht plünderte die Insel Anglesey, doch Ende Oktober zog sich die Hauptmacht des englischen Heeres angesichts des nahenden Winters nach Chester zurück. Der König ernannte John Grey zum neuen Justiciar von Chester, dazu verhängte er eine Handelsblockade über Wales. Beide Seiten erwarteten, dass im nächsten Frühjahr die Entscheidung fallen müsse.

## Tod von Fürst Dafydd und Sieg der Engländer
Die Entscheidung fiel aber mit dem plötzlichen Tod von Fürst Dafydd im Februar 1246. Durch den Tod ihres Führers demoralisiert und geschwächt durch die Blockade der Engländer und einer daraus folgenden Hungersnot unterwarfen sich ab April 1246 mit Maredudd ab Owain und Maredudd ap Rhys die ersten walisischen Lords von Mittel- und Südwales. Als im Sommer 1246 dazu der königliche Kommandant Nicholas de Moels mit Hilfe seiner neuen walisischen Verbündeten ein englisches Heer von Carmarthen durch das Bergland von Wales nach Deganwy führte, bewies er, dass die Engländer auch im Bergland von Wales erfolgreich operieren konnten. Politisch isoliert und militärisch unterlegen mussten sich auch Owain Goch und Llywelyn ap Gruffydd, die Söhne von Gruffydd ap Llywelyn, die das Erbe in Gwynedd angetreten hatten, den Engländern unterwerfen. 

## Der Vertrag von Woodstock
Im Vertrag von Woodstock mussten sie am 30. April 1247 dem König weitere Zugeständnisse machen und auf ganz Perfeddwlad verzichten. Heinrich III. sicherte seine Herrschaft mit dem Weiterbau von Dyserth und Deganwy Castle, dazu wurden Montgomery, Builth, Cardigan und Carmarthen Castle ausgebaut. Dazu entstanden bei Dyserth und Deganwy englische Boroughs.